# Kommunalreformer i Danmark
Kommunalreformer i Danmark har der været fire større af.
Det var:
- Amtsreformen 1662 – de 49 tidligere len blev lavet om til amter
- Amtsreformen 1793 – de 49 gamle amter blev omlagt til 24 nye amter
- Kommunalreformen 1970 – skellet mellem sognekommuner og købstæder forsvandt, antallet af amter blev reduceret fra 24 til 14, og antallet af kommuner blev reduceret fra >1300 til 275.
- Strukturreformen 2007 – En lang række kommuner lægges sammen så kommunernes antal reduceres til en tredjedel, og amterne erstattes med fem nye regioner. Amternes opgaver fordeles mellem staten, de nye statsforvaltninger, de nye regioner og de nye stor-kommuner.

Derudover har der været gennemført noget lignende en kommunalreform på Bornholm, som trådte i kraft 1. januar 2003, og som bevirkede, at Bornholms Amt og fem kommuner blev erstattet af den nye storkommune ved navn Bornholms Regionskommune.